# Arthur Luther
Arthur Luther, auch Artur Ljuter, (* 3. Mai 1876 in Orjol, Russisches Kaiserreich; † 28. Mai 1955 in Baden-Baden) war ein deutscher Literaturwissenschaftler, Bibliothekar, Übersetzer und Dolmetscher. Bekannt machten ihn sein lexikalischer Band Deutsches Land in deutscher Erzählung sowie Übersetzungen aus dem Russischen und Französischen ins Deutsche.

## Leben

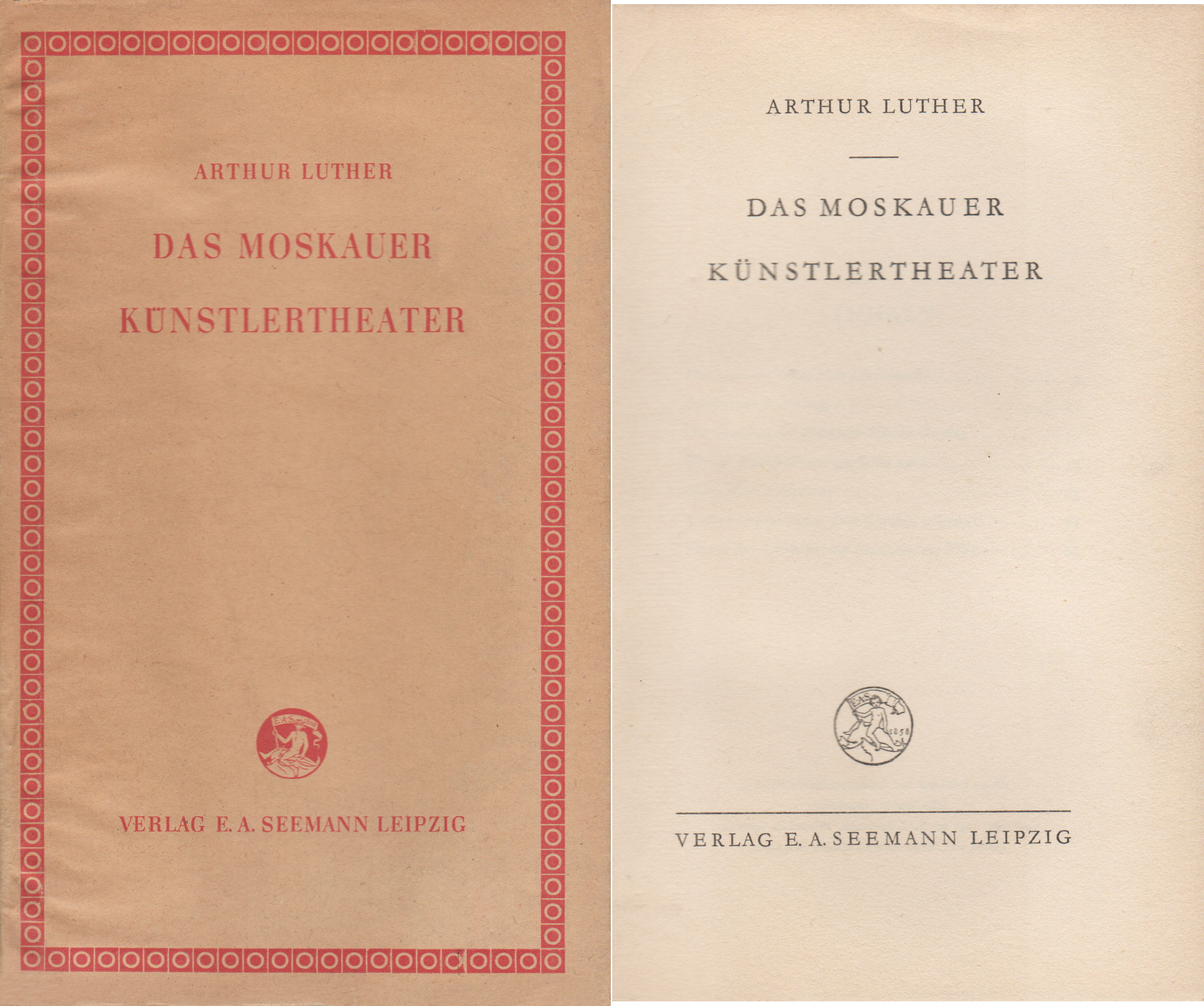
Das Moskauer Künstlertheater (1947)

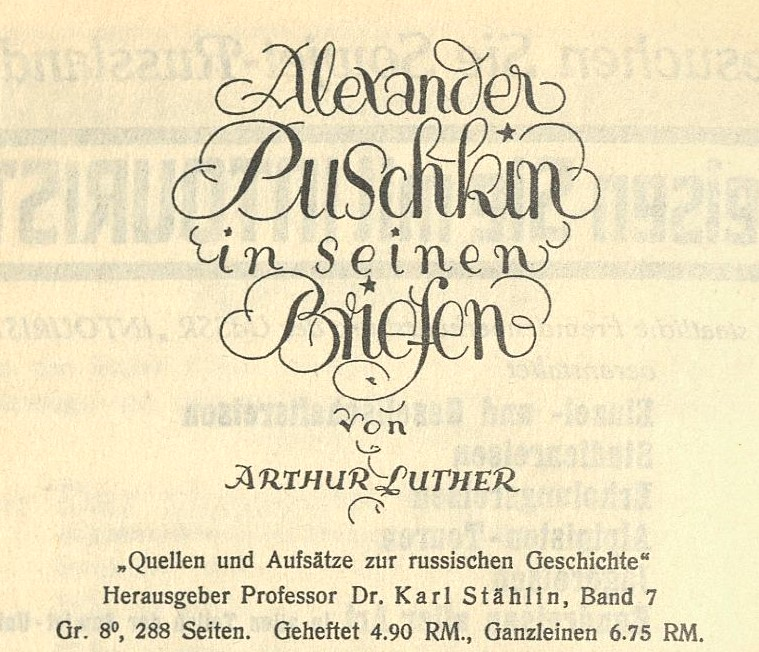
Alexander Puschkin (1933)

Der Sohn des 1849 geborenen Gymnasialprofessors Theodor Luther absolvierte 1894 in seinem Geburtsort das Gymnasium und studierte darauf in Moskau Slawistik und Literaturgeschichte. Er spezialisierte sich auf allgemeine Sprachwissenschaft und Literaturgeschichte. Politisch-ideologische Stürme des Geisteslebens vom 19. Jahrhundert hatten kaum Einfluss auf ihn. Ab 1896 schrieb er für die Moskauer Deutsche Zeitung Literaturkritiken.
In Berlin studierte Arthur Luther ab 1900 Germanistik und lehrte ab 1903 in Moskau Literaturgeschichte. Von 1910 bis 1912 studierte er Germanistik und Slawistik in München, Heidelberg und Leipzig. 1912 promovierte er an der Universität Moskau und lehrte dort Deutsch.
Als im Sommer 1914 der Erste Weltkrieg begann, hielt sich Luther gerade in Deutschland auf, wo er für den Rest seines Lebens blieb. 1918 trat er in die Deutsche Bücherei ein.:S. 653 Luther wurde zum Bibliotheksrat ernannt und der literaturkundigste:S. 1131 Bibliothekar der Bücherei leitete den Sachkatalog und die Auskunftsstelle. Aufgrund der Personallage der Bücherei entschloss er sich 1941 im Dienst zu bleiben, obwohl er das Pensionsalter erreicht hatte. Nachdem Luthers Wohnhaus bei einem Bombenangriff auf Leipzig Ende 1943 schwer beschädigt wurde und sein gesundheitlicher Zustand sich verschlechterte, trat er schließlich 1944 in den Ruhestand.:S. 1034
Luther publizierte im Literarischen Centralblatt für Deutschland sowie in der Zeitschrift Osteuropa. Daneben engagierte er sich in Leipzig über lange Jahre für das Russischverständnis der Deutschen – zum Beispiel 1923–1938 an der Deutschen Buchhändler-Lehranstalt. Für diverse Verlage, darunter die Leipziger Unternehmen Insel mit der bekannten Insel-Bücherei, Reclam und Bibliographisches Institut, fertigte er Übersetzungen russischer Literatur an. Schließlich war er 1942–1943 am Dolmetscher-Institut der Handelshochschule Leipzig tätig. Luther gehörte keiner politischen Partei an.:S. 653
Im Jahr 1944 zog Luther nach Marburg und hatte 1946–1951 einen Lehrauftrag für Neuere Russische Literatur- und Kunstgeschichte an der Marburger Universität.
Seit 1900 waren Meta und Arthur Luther verheiratet. Meta Luther – Arzttochter aus Riga – starb 1926. Aus der Ehe gingen eine Tochter und ein Sohn hervor. Letzterer, der Professor der Zoologie Wolfgang Luther (1903–1967), wirkte auf dem Gebiet der strahlenbiologischen Grundlagenforschung in Darmstadt.

## Werke (Auswahl)

### Autor
- Goethe. Sechs Vorträge von Arthur Luther. Gehalten im Winter auf das Jahr 1905 vor Deutschen in Moskau. Verlag Hellmann; archive.org.
- Franz Grillparzer. Ausgabe 34 von Beiträge zur Literaturgeschichte. Verlag für Literatur, Kunst und Musik 1907.
- Jesus und Judas in der Dichtung. Ein Beitrag zur vergleichenden Literaturgeschichte. Clauss & Feddersen, Hanau 1910.
- Die geistige und politische Vorstellungswelt der Bolschewiki im Zusammenhange der Strömungen in der russischen Gesellschaft und Literatur. Göschen, Berlin-Leipzig 1918.
- Ein Jahr Bolschewismus. W. Klinkhardt, Leipzig 1919.
- Zur Frage der zeitlichen und fachlichen Abgrenzung der Weltkriegs- und Revolutionsbüchereien. In: Mitteilungen. Verband deutscher Kriegssammlungen (1920), Heft 2, S. 60–65 (Digitalisat).
- Alt-Dorpat und das russische Geistesleben. Verlag von Fritz Würtz, Berlin-Riga-Leipzig 1920. Digitalisat
- Geschichte der russischen Literatur. Bibliographisches Institut, Leipzig 1924.
- Deutsches Land in deutscher Erzählung. Ein literarisches Ortslexikon.  Hiersemann, Leipzig 1936, 1937 (Deutsche Geschichte in deutscher Erzählung. Ein literarisches Lexikon), 1940 und 1943. Zusammen mit Heinz Friesenhahn als: Land und Leute in deutscher Erzählung. Ein bibliographisches Literaturlexikon. Hiersemann, Stuttgart 1954
- Kalewala. Der finnische Mythos vom Werden der Welt und des Menschen. Leipzig: Esche 1936; Kuppenheim/Murg: Elpis-Verl. 1948.
- Der Dämon. Roman. Esche Verlag, Leipzig 1937 (Staufen-Verlag), Krefeld 1949.
- Der Kreml und seine Zeit. Leipzig: Möhring 1940.
- Das Moskauer Künstlertheater. Seemann, Leipzig 1947.
- Studien zur deutschen Dichtung. Elpis-Verlag, Kuppenheim 1949.
- Kleine russische Literaturgeschichte. Ein Überblick von den Anfängen bis 1917. Kevelaer: Butzon & Bercker 1949.

### Übersetzer
aus dem Russischen
- Leonid Andrejew: Das rote Lachen. Bruchstücke aus einer aufgefundenen Handschrift. Euphorion Verlag, Berlin 1922.
- Iwan Bunin: Das Dorf. Berlin: Cassirer 1936.
- Fjodor Dostojewski:
  - Die Wirtin und andere Erzählungen. Hesse & Becker, Leipzig 1924
  - Briefe. Bibliographisches Institut, Leipzig 1926
  - Helle Nächte. Erzählung. Scherpe, Krefeld 1949
  - Der Idiot.
  - Der Doppelgänger.
  - Der Spieler.
  - Der Traum eines lächerlichen Menschen.
- Ossip Dymow: Haschen nach dem Wind. Roman. Wolff, Leipzig 1919.
- Nikolai Gogol:
  - Das Porträt.  Berlin: Henschel 1959.
  - Der Mantel. Insel Verlag, Wiesbaden 1958 (Insel-Bücherei 24/1B)
  - Die Heirat. Der junge Bühnenvertrieb Ralf Steyer, Leipzig 1941
- Iwan Gontscharow: Die Fregatte Pallas.
- Maxim Gorki:
  - Geschichten von Landstreichern.  Insel Verlag, Leipzig 1927 (IB 71/1)
  - Malwa. Novelle. Insel Verlag, Leipzig 1929 (IB 404/1)
  - Konowalow. Novelle. Insel Verlag, Leipzig 1930 (IB 127/2)
- Alexander Gribojedow: Verstand schafft Leiden. Reclam, Leipzig 1963
- Nikolai Karamsin: Briefe eines reisenden Russen. Bergen: Müller & Kiepenheuer 1948.
- Michail Lermontow: Ein Held unserer Zeit. München: Orchis-Verlag 1922.
- Nikolai Leskow:
  - Der verzauberte Pilger. Reinbek b. Hamburg: Rowohlt 1961.
  - Die Klerisei. München, Leipzig: Wolff 1920.
  - Der Gaukler Pamphalon. Scherpe, Krefeld 1954.
- Dmitri Mereschkowski:
  - Das Geheimnis des Westens. Betrachtungen über die letzten Dinge. Grethlein, Leipzig 1930.
  - Jesus der Kommende. Huber, Frauenfeld und Leipzig 1934.
  - Tod und Auferstehung. Huber, Frauenfeld und Leipzig 1935.
  - Napoleon. Droemer, München 1951.
- Alexander Ostrowski:
  - Wald. Steyer, Leipzig 1939
  - Armut ist keine Schande. Steyer, Leipzig 1940.
  - Tolles Geld. Steyer, Leipzig 1941
- Alexander Puschkin:
  - Die Hauptmannstochter.
  - Dubrowski. Gütersloh: Bertelsmann 1959.
  - Iwan und der graue Wolf. Sechs russische Märchen. Nach Alexander S. Puschkin. Schaffhausen: Novalis-Verl. 1975.
- Alexander Radischtschew: Reise von Petersburg nach Moskau 1790. Leipzig: Schraepler 1922.
- Alexei Remisow: Legenden und Geschichten. Leipzig: Wolff 1919.
- Michail Saltykow: Geschichten und Märchen. Leipzig: Bibliographisches Institut 1924.
- Iwan Schmeljow: Der Bericht eines ehemaligen Menschen.  Berlin: Eckart 1932.
- Lew Tolstoi:
  - Der Überfall und andere Erzählungen. Malik, Berlin 1928,
  - Wieviel Erde braucht der Mensch? Mit 6 Holzschnitten von Willi Dirx. Scherpe, Krefeld 1950.
  - Im Schneesturm. Wunderlich, Leipzig 1954
  - Die Kreutzersonate.
  - Hadschi Murat.
  - Vater Sergius.
  - Anna Karenina. (J. Ladyschnikow Verlag, Berlin)
  - Der Tod des Iwan Iljitsch.
- Anton Tschechow:
  - Meine Frau. Frankfurt am Main:  Siegel, 1946.
  - Die Möwe. Steyer, Leipzig 1941.
- Iwan Turgenew:
  - Novellen. Bibliographisches Institut, Leipzig 1922
  - Das Adelsnest. Goldmann, München 1963
- zusammen mit
  - H. Kolls: Dostojewski: Arme Leute und andere Erzählungen. Hesse & Becker, Leipzig 1924 und 1926.
  - Elisabeth Meyer: Sergei Platonow: Geschichte Russlands vom Beginn bis zur Jetztzeit. Quelle & Meyer, Leipzig 1926.
  - Rudolf Karmann: Iwan Schmeljow: Die Straße der Freude.  Eckart, Berlin 1957.
  - Julius Grünberg: Wladimir Korolenko: Der blinde Musiker und andere Erzählungen. Reclam, Leipzig 1922.
  - Julius Grünberg: Wladimir Korolenko: Der Wald rauscht und andere Erzählungen. Reclam RUB 2869.  Leipzig 1952.
  - Kurt Seeger: Alexander Ostrowski: Wölfe und Schafe.  Reclam, Leipzig 1952. (Reclam Universal-Bibliothek. Nr. 7655/7656.)

aus dem Französischen
- Corneille: Der Cid.
- Molière:
  - Die Schule der Ehemänner. Steyer, Leipzig 1943.
  - Tartuffe. Leipzig: Insel-Verl. 1958. (Insel Buch. Nr. 76.)
  - Don Juan.
  - Amphitryon.
  - Der Bürger als Edelmann.
  - Die gelehrten Frauen.
  - Scapins Streiche.
  - Der Menschenfeind.
- Edmond de Rostand: Cyrano de Bergerac

aus dem Ungarischen
- zusammen mit
  - Josef Paul Tóth: Zsolt Harsányi: Ungarische Rhapsodie. Der Lebensroman von Franz Liszt. Esche, Leipzig 1936.[4]

### Herausgeber
- Leo Tolstoj. Ein Leben in Selbstbekenntnissen. Tagebuchblätter und Briefe. Bibliographisches Institut, Leipzig 1923.
- Solange Dichter leben. Puschkin-Studien. Zum 150. Geburtstag des Dichters. Scherpe, Krefeld 1949.
- Dostojewski: Der Großinquisitor.  Bielefeld: Velhagen & Klasing, 1950.
- Sergei T. Aksakow: Am Rande der Wildnis. Eine Familienchronik. Schröder, Hamburg 1961.

## Ehrungen
- Wilhelm Frels: Bibliographie Lutherana. Zum 50. Geburtstag von Arthur Luther am 3. Mai 1926. Zusammengestellt von Mitarbeitern des Literarischen Zentralblattes für Deutschland. Radelli & Hille, Leipzig 1926.

## Mitgliedschaften (Auswahl)
- Paul-Ernst-Gesellschaft

## Anmerkung
1. ↑  
Arthur Luthers Großvater väterlicherseits war der Oberarzt Dr. med. Carl Dietrich Luther. Ein Onkel väterlicherseits war der Chemiker Robert Luther.